# Wragby
Wragby är en by och en civil parish i East Lindsey i Storbritannien. Den ligger i grevskapet Lincolnshire och riksdelen England, i den sydöstra delen av landet, 200 km norr om huvudstaden London. Orten har 1 361 invånare (2001). Den har en kyrka.